# Las Navas del Marqués
Las Navas del Marqués település Spanyolországban, Ávila tartományban. Las Navas del Marqués Valdemaqueda, San Bartolomé de Pinares, Navalperal de Pinares, Santa María del Cubillo, Villacastín, Navas de San Antonio, El Espinar, Peguerinos és Santa María de la Alameda községekkel határos. Lakosainak száma 5590 fő (2024).

## Népesség
A település népessége az utóbbi években az alábbiak szerint változott:
| Lakosok száma | 4308 | 4834 | 5098 | 5784 | 5844 | 5520 | 5272 | 5119 | 5231 | 5590 |
|               | 2001 | 2004 | 2006 | 2009 | 2011 | 2014 | 2016 | 2019 | 2021 | 2024 |